# 파이프 (관)

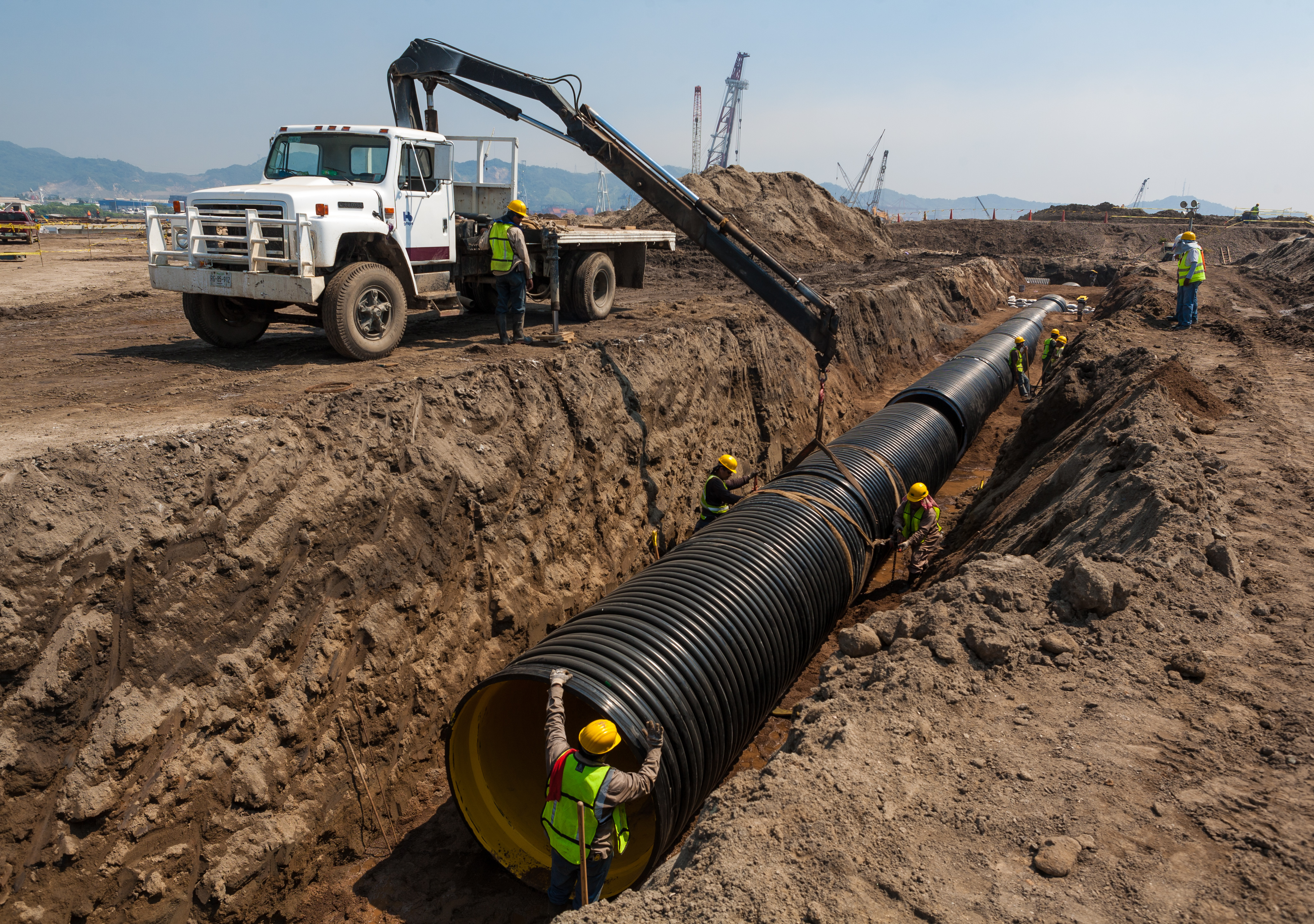
파이프관 설치작업

파이프(pipe)는 수도관, 샤워관, 배수관 등에 이용되는 도구이다. 원기둥에 빨대처럼 구멍이 뚫린 형태이며, 이곳을 통해 액체가 지나다닌다.

## 같이 보기
- 관수로